# Find Mølgaard Andersen
Find Mølgaard Andersen (født 11. september 1934 i Skive, død 14. maj 2015 på Madeira, begravet fra Vor Frue Kirke, på Skive Kirkegård den 4. juni 2015) var en dansk billedkunstner. 
Find Mølgaard Andersen betegnede selv sin stil som abstrakt-figurativ. Han søgte inspiration især på Capri og Madeira, og mange af hans billeder har landskaber tæt på havet som motiv. Han eksperimenterede med og benyttede forskellige teknikker, alt efter motiv og udtryksmåde. Fisk er et af hans meget brugte motiver, mens mennesker er sjældent forekommende. Afrundede, geometriske former havde han en vis forkærlighed for. Han dvæler flere gange ved mysteriet "universets skabelse." 
Selv om Find Mølgaard Andersen betragtede sig selv og bekendte sig som kristen, holdt han sig på afstand af "partierne" i kirkelivet, også på trods af, at hans far N. Mølgaard-Andersen var en af de toneangivende personer i Indre Mission i Skive. Efter Find Mølgaard Andersens efterladte skrifter, heriblandt et par rejsedagbøger, at dømme, var hjemmet kulturåbent og langt fra det snæversyn, som nogle forbinder med Indre Mission. Alligevel er det overraskende, at der i hele den produktion, han efterlod, på ca. 200 malerier, kun var ét værk, som direkte kan kaldes religiøst. Motivet til dette er Jesu korsfæstelse. Ellers kan man betegne hans værker som båret af farveglæde og frodig fantasi. 
Han forblev ugift og boede i sit barndomshjem, som han delte med sin mor efter faderens død, og som han blev boende i også efter moderens død. Hele sit eje testamenterede han til Dansk Europamission, et fælleskirkeligt missionsarbejde med udspring i hjælp til kristne bag Jerntæppet, senere, efter dettes fald, til forfulgte kristne i den muslimske verden samt andre dele af verden, hvor kristne oplever forfølgelse. Find Mølgaard Andersen udstillede mange steder i Danmark og i udlandet, bl.a. 15 gange på Salon d'Automne i Paris, Palais des Papes, Avignon, Maison de la Diète i Sion (Schweiz), kunstcentret Silkeborg Bad, Skive Museum og Galleri Emmaus på Sjælland.